# Kórdrengir
Kórdrengir is een IJslandse voetbalclub uit de wijk Háaleiti van de hoofdstad Reykjavík. In 2017 werd de club opgericht. De clubkleuren zijn blauw-rood.

## Geschiedenis
Na de oprichting in 2017 startte het onderaan de voetbalpiramide, in de 4. deild karla. Na een jaar promoveerde het naar de 3. deild karla, waarna het meteen doorstoomde naar de 2. deild karla. Het debuut in 2020 in de 2. deild karla leidde opnieuw tot promotie naar de 1. deild karla.
Na twee seizoenen trok de club zich terug uit de voetbalpiramide.